# Martin Hočevar
Martin Hočevar, německy Martin Hotschevar (7. října 1810 Podlog – 17. dubna 1886 Krško), byl rakouský podnikatel a politik z Kraňska (slovinského etnického původu ale kulturně a politicky orientovaný proněmecky), v 2. polovině 19. století poslanec Říšské rady.

## Biografie
Vychodil normální školu v Lublani. Pak pomáhal otci v kupecké živnosti. Později začal s bratrem podnikat. V roce 1840 se usadil v Kršku, kde si otevřel hostinec, který provozoval do roku 1847. Pak od roku 1846 až do roku 1872 provozoval místní poštu. Kromě toho se živil jako kupec. Podporoval místní německé školství a daroval na školské a další dobročinné účely značné částky. Mecenáškou byla i jeho manželka Josephina. Založil v Kršku měšťanskou školu, jedinou v Kraňsku s německým vyučovacím jazykem.
Byl původem Slovinec a ještě v 60. letech 19. století se účastnil na slovinském národním hnutí. Patřil mezi zakladatele Slovinské matice. Pak se ovšem politicky a kulturně orientoval proněmecky. Byl členem německých spolků, včetně Deutscher Schulverein.
Angažoval se v politice. V letech 1877–1883 byl poslancem Kraňského zemského sněmu. Zasedal i jako poslanec Říšské rady (celostátního parlamentu), kam usedl v prvních přímých volbách do Říšské rady roku 1873 za městskou kurii v Kraňsku, obvod Novo mesto, Višnja Gora atd. V roce 1873 se uvádí jako Martin Hotschevar, majitel nemovitostí, bytem Krško. V roce 1873 zastupoval v parlamentu blok Ústavní strany (centralisticky a provídeňsky orientované). V jejím rámci patřil k staroliberálnímu křídlu. V roce 1878 byl členem poslaneckého klubu levice.
Zemřel v dubnu 1886.